# 水疱症
水疱症（すいほうしょう）は、水疱（水ぶくれ）やびらんを生じる疾患をまとめて称する（ウイルス性・細菌性疾患や熱傷などの物理的刺激による水疱形成を除く）。遺伝子の異常による先天性のものと、自己免疫によるものに大別される。

## 分類

### 天疱瘡
（英：Pemphigus）
尋常性天疱瘡（じんじょうせいてんぽうそう）
表皮内基底層直上に水疱ができる疾患である。天疱瘡のうち65%を占め、中高年に多い。口腔内病変が非常に多いのが特徴である。口腔のほか、咽頭、外陰部がよく侵される。Nikolsky現象陽性、Tzanck試験陽性である。蛍光抗体直接法で、表皮細胞間にIgGやC3の沈着を見る。蛍光抗体間接法でも表皮細胞間に陽性となる。デスモグレイン1、デスモグレイン3に対する自己抗体（抗デスモゾーム抗体）によっておこる自己免疫疾患と考えられている。治療は副腎ステロイドの内服（40-60mg/日）となる。治療抵抗性のものでは、免疫抑制剤や血漿交換を行う。
落葉状天疱瘡（らくようじょうてんぽうそう）
角質層下に水疱ができる疾患であるが、すぐ破損して浅いびらんと紅斑のみとなっていることが多い。デスモグレイン1に対する自己抗体のみを血清中に有し、口腔粘膜病変はほとんどみられることはない。Nikolsky現象陽性、Tzanck試験陽性で蛍光抗体直接法では表皮細胞間にIgG/C3の沈着がある。治療は尋常性天疱瘡に準ずる。
増殖性天疱瘡（ぞうしょくせいてんぽうそう）
尋常性天疱瘡と同様の部位に同様の症状で始まるがびらん面が再上皮化することなく次第に隆起してくる。表面が乳頭状、しばしば小水疱や小膿疱を有する。治療は尋常性天疱瘡に準ずる。
紅斑性天疱瘡（こうはんせいてんぽうそう）
顔面正中部を中心とした紅斑を特徴とし体幹にも小水疱・紅斑を主体とする天疱瘡様の皮疹を生じる。デスモグレイン1に対する自己抗体を有し、落葉状天疱瘡に移行することがある（そもそも落葉状天疱瘡の亜型であるとも言われる）。
腫瘍随伴性天疱瘡（しゅようずいはんせいてんぽうそう）
悪性腫瘍や血液系腫瘍（とくにリンパ球系）に合併して生じる。口腔、眼粘膜が強く侵され（鼻腔、外陰部も）皮疹は多彩であるが比較的限局して生じる。肺疾患を合併することがあり、予後に大きく影響する。
IgA天疱瘡
小水疱、小膿疱よりなる皮疹で、血中に表皮細胞間物質に対するIgA抗体を有する。蛍光抗体直接法で、表皮細胞間にIgAの沈着を認める。（間接法は抗体価によっては陽性とならないこともある）

### 類天疱瘡
（英：Pemphigoid）
水疱性類天疱瘡
70歳以上の高齢者に多い水疱症である。表皮真皮境界部のBP180抗原、BP230抗原に対する自己抗体（抗ヘミデスモゾーム抗体）による疾患である。表皮下に水疱ができるいわゆる緊満性水疱の形態をとる。粘膜病変は多くはないが時折見られる。デルマドロームである場合がある。Nikolsky現象陰性、Tzanck試験陰性。蛍光抗体直接法で基底膜部にIgGやC3の線状沈着を認める。1モル食塩水剥離皮膚を用いた蛍光抗体間接法で、基底膜部表皮側に陽性となる。
粘膜類天疱瘡
結膜や口腔などの粘膜に水疱、びらんを繰り返し形成し、瘢痕性に治る。瘢痕性類天疱瘡とも言う。結膜や口腔のほか、咽頭、喉頭、食道、尿道、膣、肛門などにも病変を生じる。水疱・びらんー瘢痕治癒を繰り返した部位は放置すると癒着・狭窄をきたす。BP180か、ラミニン5に対する自己抗体による疾患である。

#### 治療
- 限局性および軽症例では、ステロイド外用ないしジアフェニルスルホン内服を用いる。
- ロキシスロマイシンまたはテトラサイクリン/ミノサイクリンと、ニコチン酸アミド併用療法も有効と報告されている。[1]
- 以上の治療で効果が不十分であるとき、内服ステロイド剤を併用する。

### 疱疹状皮膚炎
疱疹状皮膚炎
表皮下水疱を生じる水疱症であるが、血清中に基底膜部に対する抗体を持たず、病因ははっきりしない。浮腫性紅斑の周囲に小水疱が環状に配列するのが特徴的である。海外ではセリアック病の合併が多い。蛍光抗体直接法で、真皮乳頭部にIgAの顆粒状ないし細線維状沈着がある。ヨードカリ内服で増悪し、これによる貼布試験で陽性となる。ジアフェニルスルホン（DDS）内服が有効。

### 線状IgA水疱性皮膚症
線状IgA水疱性皮膚症
表皮下水疱を生じる水疱症。水疱性類天疱瘡や疱疹状皮膚炎に似た症状を呈する。蛍光抗体直接法で基底膜部にIgAの線状沈着を見る（間接法は抗体価によっては陽性にならないこともある）。DDSやステロイド内服をする。治療には概してよく反応する。

### その他の水疱症
先天性表皮水疱症
遺伝性疾患であり、昭和62年1月1日に難病指定された特定疾患である。遺伝形式と水疱を初発する部位によって、単純型・ヘミデスモソーム型・接合部型（致死型）・栄養障害型に分けられる。臨床症状および責任遺伝子について下に記す。
単純型表皮水疱症 (ESB, epidermolysis bullosa simplex)
単純型はケラチンKRT5, KRT14やプレクチンの遺伝子変異により表皮内水疱を生じる。ケラチンの変異による同症は、KRT5/KRT14のヘテロ二量体 (KIF, keratin intermediate filament) の形成に重要なドメインに変異が入っており、ケラチン二量体が正常に形成できないことが原因であると考えられている。優性遺伝の場合と劣性遺伝の場合がある。臨床像でさらに3型に分類される。
ヘミデスモソーム型表皮水疱症 (hemidesmosomal variant of EB)
ヘミデスモソーム型は主にα6/β4インテグリンの変異が原因となるが、～500kDaの大きな接着分子をコードしているプレクチン遺伝子PLEC1の変異によって発症するケースもある。ヘミデスモソーム型に属するGABEB(generalised atrophic benign EB)では、XVII型コラーゲン/180kDa Bullous pemphigoid抗体(BP180抗原に対する抗体)遺伝子COL17A1/BPAG2の変異により生じる。プレクチン遺伝子異常による同症の場合は筋ジストロフィーを、α6/β4インテグリン遺伝子異常による同症の場合は先天性幽門閉塞症を合併することが知られる。BP180遺伝子異常（ときにラミニン5遺伝子部分異常）による同症は「非致死型接合部型…」と言われる。これを接合部型に含めて称されることも多い。劣性遺伝により遺伝する。
接合部型表皮水疱症 (JEB, junctional epidermolysis bullosa)
接合部型は、表皮真皮境界部を構成するラミニン5遺伝子LAMA2, LAMB3, およびLAMC2の変異・欠損により生じ、爪や粘膜も侵されるが、萎縮は残すものの比較的稗粒腫や瘢痕を残さない。Herlitz（致死性）接合部型では、N末端付近にストップコドンが生じており、同遺伝子産物は大きく欠損してしまっている。劣性遺伝によって遺伝する。
栄養障害型表皮水疱症 (the dystrophic form of EB)
栄養障害型は遺伝形式によりさらに優性栄養障害型、劣性栄養障害型に分かれる。稗粒腫や瘢痕が残る。優性栄養障害型は係留線維形成不全により基底板下に水疱を形成する。劣性栄養障害型は、VII型コラーゲンの欠損・減少により基底板下に水疱を形成する。粘膜侵襲が強い。劣性遺伝の場合と優性遺伝の場合がある。多くは新生児期から乳幼児期にかけて発症し、症状が持続する傾向がある。

後天性表皮水疱症
緊張性水疱を形成する。基底膜部（厳密には基底板より深部の係留線維）を構成する成分であるVII型コラーゲンに対する自己抗体による自己免疫疾患と考えられている。1モル食塩水剥離皮膚を用いた蛍光抗体間接法で、基底膜部真皮側に陽性となり、水疱性類天疱瘡との鑑別点となる。アミロイドーシス、糖尿病、悪性腫瘍を伴っている場合がある。